# Snow-Klasse
Die Snow-Klasse war eine Baureihe von universell einsetzbaren Kühlschiffen. Der Schiffstyp wurde in den Jahren 1972 bis 1974 von der französischen Werft La Ciotat für die schwedische Salén Reederei gebaut.

## Geschichte

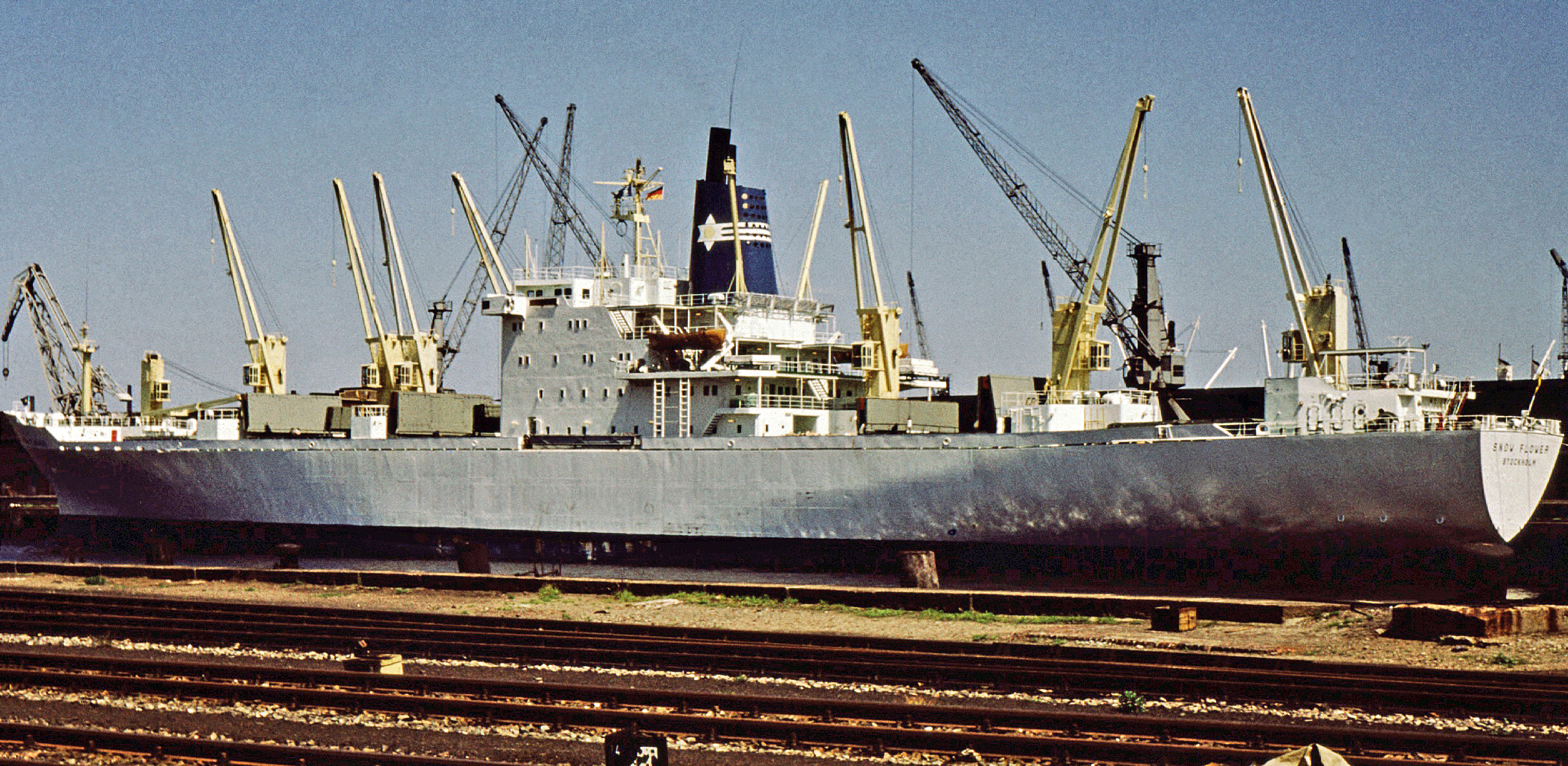
Snow Flower 1973 in Hamburg

Die Salén Reederei betrieb in den 1960er und 1970er Jahren eine große Flotte von Kühlschiffen und beauftragte die Werft in La Ciotat mit der Entwicklung und dem Bau einer Serie von acht schnellen und vielseitig einsetzbaren Kühlschiffen. Der Name Snow-Klasse leitet sich vom Begriff „Snow“, mit dem alle Schiffsnamen begannen, her. Das Typschiff war die im Februar 1972 in Dienst gestellte Snow Flower. Im März des Jahres 1974 wurde die Serie mit der Snow Hill vollendet.

## Die Schiffe
| Die Kühlschiffe der Snow-Klasse | Die Kühlschiffe der Snow-Klasse | Die Kühlschiffe der Snow-Klasse | Die Kühlschiffe der Snow-Klasse | Die Kühlschiffe der Snow-Klasse |
| Bauname                         | Ablieferung                     | IMO-Nummer                      | Umbenennungen und Verbleib |                                 |
| ------------------------------- | ------------------------------- | ------------------------------- | --- | ------------------------------- |
| Snow Flower                     | Februar 1972                    | 7114953                         | 1983 Malayan Empress, 1985 Snow Flower, 2008 Abbruch in Alang |                                 |
| Snow Flake                      | März 1972                       | 7117319                         | 1984 South View, 1985 Blue Sea, 1985 Santos Star, 1987 Limari, 1988 Santos Star, 1996 Snow Delta, 2000 Santos Star, 2006 Abbruch in Chittagong                          |                                 |
| Snow Land                       | Juni 1972                       | 7203223                         | 1981 Malayan King, 1984 South Fountain, 1985 Silver Tower, 1991 Chiquita Tower, 1995 Kyma, 1997 Snow Land, Februar 2008 Abbruch in Alang                                |                                 |
| Snow Storm                      | Oktober 1972                    | 7214040                         | 1985 Hood, 2000 Abbruch in Alang |                                 |
| Snow Drift                      | Februar 1973                    | 7228302                         | 1984 South Cathay, 1985 Greenfield, 1989 Snow Drift, ab 20. April 2012 verschrottet.                                                                                    |                                 |
| Snow Ball                       | August 1973                     | 7301013                         | 1981 Malayan Queen, 1984 South Joy, 1985 Gold Medal, 1985 Savona Star, 1988 Santiago Star, 1996 Snow Cape, 2000 Santiago Star, Abbruch ab 21. August 2006 in Chittagong |                                 |
| Snow Crystal                    | Dezember 1973                   | 7321075                         | 2010 Abbruch in Alang |                                 |
| Snow Hill                       | März 1974                       | 7347756                         | 1985 Noor, Abbruch ab 9. August in Alang |                                 |